# Klin
Klin és un poble i municipi d'Eslovàquia que es troba a la regió de Žilina, al centre-nord del país. El 2022 tenia 2.531 habitants.
Es troba documentat des del 1567.

## Demografia
| Godina             | 1994 | 2004    | 2014    | 2024   |
| ------------------ | ---- | ------- | ------- | ------ |
| Nombre de persones | 1821 | 2036    | 2342    | 2549   |
| Diferència         |      | +11,80% | +15,02% | +8,83% |

| Godina             | 2023 | 2024   |
| ------------------ | ---- | ------ |
| Nombre de persones | 2555 | 2549   |
| Diferència         |      | −0,23% |